# Paradoxa de Curry
Anomenada així per Haskell Curry, la paradoxa de Curry té lloc en teoria ingènua de conjunts o en lògiques ingènues. També s'anomena paradoxa de Löb per Martin Hugo Löb.
Intuïtivament, la paradoxa de Curry és: "si no m'equivoco, I és veritat", en què I pot ser qualsevol declaració lògica ("el negre és blanc", "1 = 2", "Gödel existeix ", "el món acabarà en una setmana"); si s'anomena aquesta declaració X, llavors hem d'afirmar: "Si X és veritat, llavors I és veritat".
La declaració X "si aquesta declaració és veritat, el món acabarà en una setmana" serà abreujada com "si X és veritat, llavors I". Per tant, en assumir X, I és veritat. La declaració anterior es pot reformular "si X és veritat, llavors I". Perquè aquesta declaració veritable és equivalent a X, X és veritat. Per tant, I és veritat, i el món s'acabarà en una setmana.
Qualsevol cosa es pot "provar" semblantment via la paradoxa de Curry. La diferència amb la paradoxa de Russell és que aquesta paradoxa no depèn de quin model de negació s'utilitza, ja que està completament lliure de negació. Així, les lògiques paraconsistents encara necessiten anar amb compte. La resolució de la paradoxa de Curry és un tema contenciós perquè les resolucions no trivials (com ara rebuig de X directament) són difícils i no intuïtives. En les teories de conjunts que permeten la comprensió sense restricció, es pot provar qualsevol declaració lògica I a partir del conjunt.